# Вајманало
Вајманало (енгл. Waimanalo) насељено је место за статистичке потребе у америчкој савезној држави Хаваји. По попису становништва из 2010. у њему је живело 5.451 становника.

## Демографија
Према попису становништва из 2010. у граду је живело 5.451 становника, што је 1.787 (48,8%) становника више него 2000. године.
| Група             | 2000.       | 2010.         |
| Белци             | 350 (9,6%)  | 609 (11,2%)   |
| Афроамериканци    | 6 (0,2%)    | 15 (0,3%)     |
| Азијати           | 982 (26,8%) | 1.295 (23,8%) |
| Хиспаноамериканци | 380 (10,4%) | 612 (11,2%)   |
| Укупно            | 3.664       | 5.451         |